# Ein Sonntagmorgen
Ein Sonntagmorgen ist eine Erzählung von Wolfgang Borchert. Sie wurde erstmals im April 1947 in der literarischen Monatsschrift Karussell veröffentlicht.

## Inhalt
Nach dem Radiogottesdienst führt Gefängniswachtmeister Soboda seinen Rundgang durch den Zellenblock durch. Dabei kommt es wie gewohnt zu einem Gespräch mit dem Inhaftierten Nr. neun, das von den meisten anderen Gefangenen belauscht wird. Ausnahmen sind nur die Nr. eins, ein lebenslänglich Verurteilter, der sonntags stets Zeitungen zu  Toilettenpapier zerreißt, das an die Häftlinge verteilt wird, und Nr. siebzehn, ein wegen eines geringfügigen Diebstahls verurteilter 16-Jähriger, der vor Heimweh weint. Der Gefangene Nr. neun bittet Soboda um Aushändigung einer Zahnbürste, die sich im Gepäck befindet, das bei Haftantritt abgegeben wurde. Soboda lehnt dies mit kurzen Antworten ab, da weder die Sträflinge noch die Wachen selbst die mitgebrachten Sachen anrühren dürfen. Der Wachtmeister rät seinem Gesprächspartner, ein schriftliches Gesuch einzureichen. Dessen Bitte um Papier wird aber sofort abgelehnt, da ihm selbiges erst wieder in vier Wochen zusteht. Abschließend verweist der Beamte darauf, dass weder er noch die Menschen in seinem Heimatdorf je eine Zahnbürste benutzt haben und sich der Gefangene daran ein Beispiel nehmen könne. Dieser resigniert letztlich.

## Entstehung und Veröffentlichungen
Wolfgang Borcherts Erzählung Ein Sonntagmorgen entstand im Jahr 1946 und wurde im April 1947 in Heft 10 der literarischen Monatsschrift Karussell veröffentlicht. Die Erzählung wurde nicht in das 1949 von Bernhard Meyer-Marwitz herausgegebene Gesamtwerk aufgenommen, sondern erschien in Buchform erstmals im Sammelband Die traurigen Geranien, der 1962 vom Rowohlt Verlag veröffentlicht wurde. Volk und Welt gab die Geschichte im Rahmen der Reihe Erkundungen auch in der DDR heraus.